# شوبانا ناراسيمهان
شوبانا ناراسيمهان (بالهندية: Shobhana Narasimhan) هي أستاذة في العلوم النظرية في مركز جواهر لال نهرو للبحوث العلمية المتقدمة في بنغالور، الهند . وهي زميلة في الأكاديمية الوطنية للعلوم ، الهند .  تهتم في أبحاثها بعلم النانو الحسابي بشكل رئيسي. تُجري أبحاثا في طرق تأثير خفض الأبعاد وتقليل الحجم على خصائص المواد. 